# Liste des partis politiques belges germanophones
Les partis politiques belges germanophones se présentent aux élections en Communauté germanophone de Belgique.

## Partis germanophones parlementaires
À la suite des régionales de 2024, six partis politiques disposent d'élus au Parlement de la Communauté germanophone. Quatre de ces six partis émanent d'un parti francophone, dont ils forment une composante. Les deux autres partis sont exclusivement germanophone, sans lien ni affiliation avec un parti francophone ou néerlandophone.
| Parti | Parti                                     | Logo | Représentation parlementaire            | Représentation parlementaire | Président                        | Idéologie                           | Positionnement | Affiliation belge | Affiliation européenne | Affiliation européenne |
| Parti | Parti                                     | Logo | Représentation parlementaire            | Représentation parlementaire | Président                        | Idéologie                           | Positionnement | Parti             | Parti                  | Groupe politique       |
| ----- | ----------------------------------------- | ---- | --------------------------------------- | ---------------------------- | -------------------------------- | ----------------------------------- | -------------- | ----------------- | ---------------------- | ---------------------- |
|       | Pro Deutschsprachige Gemeinschaft (ProDG) |      | Parlement de la Communauté germanophone | 8 / 25                       | Clemens Scholzen                 | Social-libéralisme Régionalisme     | Centre         | Aucun             | Aucun                  | Aucun                  |
|       | Christlich Soziale Partei (CSP)           |      | Parlement de la Communauté germanophone | 5 / 25                       | Jérôme Franssen                  | Démocratie chrétienne Conservatisme | Centre         | Les Engagés       | PPE                    | PPE                    |
|       | Vivant                                    |      | Parlement de la Communauté germanophone | 4 / 25                       | Michael Balter                   | Libéralisme Progressisme            | Attrape-tout   | Aucun             | Aucun                  | Aucun                  |
|       | SP Regionalverband Ostbelgien (SP)        |      | Parlement de la Communauté germanophone | 3 / 25                       | Linda Zwartbol                   | Social-démocratie Écosocialisme     | Gauche         | PS                | PSE                    | S&D                    |
|       | Partei für Freiheit und Fortschritt (PFF) |      | Parlement de la Communauté germanophone | 3 / 25                       | Kattrin Jadin                    | Libéralisme Libéral-conservatisme   | Droite         | MR                | ALDE                   | RE                     |
|       | Ecolo                                     |      | Parlement de la Communauté germanophone | 2 / 25                       | - Samuel Cogolati - Marie Lecocq | Écologie politique                  | Gauche         | Ecolo             | EGP                    | Verts/ALE              |